# Димитр Щилянов
Димитр Щилянов (болг. Димитър Щилянов; нар. 17 липня 1976, Сливен) — болгарський боксер, чемпіон Європи серед любителів (2002, 2004), призер чемпіонатів світу і Європи, учасник Олімпійських ігор.

## Спортивна кар'єра
1997 року Шилянов взяв участь в чемпіонаті світу в категорії до 60 кг. В першому бою здобув перемогу над Октавіаном Цику (Молдова), а в 1/8 фіналу програв Олександру Малетіну (Росія) — 6-13.
1999 року на чемпіонаті світу Димитр став бронзовим медалістом після перемог над Ігорем Сердюком (Україна) та Крістіаном Бехарано (Мексика) і поразки в півфіналі від Олексія Степанова (Росія).
2000 року на чемпіонаті Європи в категорії до 63,5 кг здобув перемоги над Свеном Парісом (Італія), Семі Сипілає (Фінляндія), в півфіналі над Віллі Бленом (Франція) — 6-5 і програв у фіналі Олександру Леонову (Росія) — 0-5.
На чемпіонаті світу 2001 на стадії чвертьфіналу Щилянов взяв реванш у Олександра Леонова — 20-19, в півфіналі переміг Віллі Блена — 33-27, а в фіналі достроково програв Діогенесу Луні (Куба).
На чемпіонаті Європи 2002, здолавши чотирьох суперників, Щилянов вийшов до фіналу, де знов переміг Віллі Блена — 18-11 і став чемпіоном.
На чемпіонаті світу 2003 Щилянов припинив боротьбу після поразки в чвертьфіналі від Мануса Бунжумнонга (Таїланд) — 11-19.
На чемпіонаті Європи 2004 Щилянов повернувся до легкої категорії і вдруге став чемпіоном.
- переміг Андрейса Ахметовса (Латвія) — 27-15
- переміг Олександра Ключко (Україна) — 38-24
- переміг Адріана Александру (Румунія) — 35-12
- переміг Дьюлу Кате (Угорщина) — 34-25
- у фіналі переміг Сельчука Айдина (Туреччина) — 32-21

На Олімпійських іграх 2004 Щилянов провів два боя.
- у першому раунді переміг Сельчука Айдина (Туреччина) — 20-11
- у другому раунді програв Аміру Хану (Велика Британія) — 21-37